# Spielvan
Jaspion Metalder
Spielvan (時空戦士スピルバン, Jikū Senshi Supiruban) est une série télévisée japonaise de genre tokusatsu créé par Shōtarō Ishinomori et la Toei et diffusée du 7 avril 1986 au 9 mars 1987 sur TV Asahi. Elle est le 5e volet de la franchise Metal Hero, et marque le retour de Hiroshi Watari (en) en tant qu'acteur principal après Sharivan.
En France, elle fut diffusée à partir du 28 mars 1988 sur TF1 dans l'émission Club Dorothée Vacances, avec un générique français interprété par Patrick Simpson-Jones.

## Synopsis
Deux enfants, Spielvan et Diana, sont les seuls survivants de la planète Crin, détruite par l'empire Warler. Après un long voyage à bord de leur vaisseau spatial Granazca, devenus adultes, ils atteignent enfin la planète Terre où ils devaient trouver refuge.
Mais les Warler font à nouveau leur apparition, bien décidés à faire subir à la Terre le même sort que Crin. Spielvan et Diana décident de s'opposer aux Warler, et de venger leurs parents et la destruction de leur planète natale. Ils disposent pour cela de la technologie de Granazca, leur permettant de revêtir des armures de combat en une fraction de seconde.

## Personnages

### Héros
- Jô Yôsuke/Spielvan : Enfant, il a vécu l'enlèvement de son père, le docteur Ben, de sa sœur Hélène et la destruction de sa planète Crin par l'empire Warler. Il n'aura alors de cesse de chercher sa famille disparue et de combattre les Warler qui tentent d'envahir la terre, sa planète d'accueil. Grâce à son vaisseau Grannaska, il peut revêtir une armure de combat.
- Diana : Réussissant à fuir avec sa mère Marin l'invasion et la destruction de sa planète, Diana se retrouve avec Spielvan, la mère de Spielvan Anna, et plusieurs autres rescapés à bord d'un vaisseau. Une fois les vivres à bord épuisées, elle fut choisie avec Spielvan, pour monter à bord de Grannaska et être mise en hibernation pendant que celui-ci les amènerait vers une nouvelle planète, devenant ainsi les deux seuls survivants de Crin. Intelligente, forte et agile, elle combat aux côtés de Spielvan et peut elle aussi revêtir une armure de combat.

### L'empire Warler
Les Warler sont des créatures marines, vénérant le dieu Warler. Le peuple Warler et leur dieu ne peuvent vivre que dans de l'eau pure, mais peuvent prendre une apparence humaine. L'empire, très avancé d'un point de vue technologique, est composé de ces créatures, et de l'armée de robots qu'ils ont construite. Tous vivent dans leur forteresse spatiale, Gamedes. Leur but est d'envahir la terre, de la débarrasser des humains et de purifier toute son eau afin de s'y installer. Le Japon étant le pays le plus riche en eau, ils décident de commencer leur invasion par celui-ci.
- Le dieu Warler : C'est un être liquide, qui règne en maître absolu sur l'empire. Bien qu'étant désigné comme dieu dès le début de la série, il est presque toujours (en VF tout du moins) appelé roi par ses sujets. S'il apparaît très souvent, on ne voit jamais clairement à quoi il ressemble. Étant liquide, on ne distingue de lui que la silhouette d'une étrange créature, aux contours mal définis, semblant se mouvoir dans l'eau.
- La reine Pandora : Elle dirige l'empire avec le dieu Warler, dont elle transmet la volonté et fait exécuter les ordres. Elle ne pense qu'à satisfaire ses exigences. Si, en de très rares occasions, ses sujets s'adressent directement à leur dieu, la reine est la seule à communiquer avec lui et l'entendre. On découvrira à la fin de la série la vraie forme de Pandora, une sorte d'étoile de mer. On découvrira également qu'elle et le dieu Warler ne forment en fait qu'une seule entité. Ils sont détruits par Spielvan dans le dernier épisode.
- Le général Dezzero : Il est à la tête de l'armée de l'empire. C'est un androïde dévoué à l'empire, mais d'une intelligence plus que limitée, accumulant les échecs. Il tombera amoureux, le temps d'un épisode, de Diana, et la kidnappera pour la demander en mariage, (épisode 41). Ne supportant plus ses échecs, la reine le sacrifiera en espérant faire mourir Spielvan avec lui dans l'épisode 42.
- Le docteur Bio : Il est en quelque sorte le scientifique en chef de l'empire, revendiquant même d'être le seul à avoir le privilège de concevoir des robots pour les Warler. C'est le père de Spielvan et Hélène. À l'origine appelé docteur Ben, il fut enlevé par l'empire, avec sa fille Hélène. Ils lui firent un lavage de cerveau et le transformèrent en recouvrant son corps d'une armure lui donnant l'apparence d'un androide. Il se dévoue alors à la cause de l'empire et n'hésite pas à combattre son propre fils. Cependant, il reste un père attentif et protecteur envers sa fille Hélène, qu'il espère voir libérer des Warler. Dans l'épisode 13, il détruit le boîtier permettant de transformer Hélène en Hellvira, étonnamment la reine lui accorde cette faveur, le docteur Bio lui assurant qu'Hélène leur servira mieux ainsi. Dans l'épisode 21, il affrontera Spielvan mais Hélène interviendra pour arrêter le combat. Comme punition, le docteur Bio est dépossédé de son corps et réduit à un cerveau mais possédant toujours ses pouvoirs pour protéger Hélène. Dans l'épisode 43, la reine Pandora lui rend son corps. En voulant sauver la reine lors de son combat avec Spielvan, Diana et Hélène, il provoquera une surcharge qui le retransformera en Docteur Ben. Il tuera Pos mais pas avant que ce dernier l'empoisonne mortellement en le mordant. Il sera achevé par la reine Pandora sous sa forme ultime mais pas avant qu'il lui injecte un virus permettant à Spielvan de l'achever.
- Ricky : C'est la chef des espionnes de l'empire. Elle assiste, avec Shadow et Gashia, le général Dezzero et par la suite l'empereur Guillotine dans toutes leurs missions. Bien qu'on l'aperçoit quelques fois armée d'un poignard, elle ne combat jamais directement Spielvan et Diana, (exceptée brièvement dans l'épisode 20 avec Shadow et Gashia). Elle sera finalement condamnée et exécutée par le dieu Warler pour s'être opposée à Yoki. Elle sera transformée sous la forme d'une statue d'elle-même à quatre-patte, permettant à Yoki de s'assoir sur son dos, devenant, selon les propres mots de la reine "l'assise de Yoki", dans l'épisode 36. On ne saura jamais si elle était une créature du peuple Warler ou un androïde.
- Shadow : Espionne au service de l'empire, elle est indissociable de Ricky et Gashia avec qui elle est en permanence. On l'aperçoit aussi par moments armée d'un poignard, mais elle ne combat jamais. Son rôle se borne à assister ses chefs. Elle sera un peu plus mise en valeur lors de l'arrivée de l'empereur Guillotine qui lui confiera, à elle et Gashia, la mission de tuer Spielvan, mission qui lui coûtera la vie finalement dans l'épisode 25. À sa mort on découvrira qu'elle était un androïde.
- Gashia (Gash en VO) : Espionne de l'Empire, son rôle est d'assister ses chefs et elle ne se sépare jamais de Ricky et Shadow. Elle a aussi son poignard, qui ne lui sert pas beaucoup puisqu'elle ne combat jamais. Mise en valeur avec Shadow à l'arrivée de l'empereur Guillotine, elle aura pour mission de tuer Spielvan mais échouera et se fera tuer dans l'épisode 25. On découvrira alors qu'elle aussi est un androïde.
- Hélène/Hellvira : C'est la sœur de Spielvan et la fille du docteur Bio. Enlevée avec son père quand elle était enfant, elle est depuis prisonnière de l'empire. Sur une idée de Ricky, le docteur Bio construira une machine permettant de transformer Hélène malgré elle (et malgré lui) en une redoutable combattante dévouée à l'empire, vêtue d'une armure lui donnant l'apparence d'une androïde, Hellvira dans l'épisode 3. Si sous son apparence normale, Hélène réussit souvent à aider son frère et Diana, dès qu'elle est transformée en Hellvira, elle perd sa personnalité et les combat sans relâche. Cependant, grâce à son père qui détruira l'appareil permettant de la transformer en Hellvira dans l'épisode 13, elle réussira enfin à s'échapper de l'empire et à rejoindre Spielvan et Diana. Elle combattra dès lors les Warler à leurs côtés, espérant libérer son père.
- Empereur Guillotine : Sa première apparition a lieu 200 ans dans le futur où il n'est qu'un clochard ivrogne, dans l'épisode 24. Ramené dans le temps au sein de l'empire, il apprend qu'il est le frère du dieu Warler et l'héritier légitime de l'empire. Le seul moyen pour lui de ne pas finir clochard et de monter sur le trône est de détruire Spielvan. Il n'aura alors de cesse d'échafauder des plans pour venir à bout de son ennemi. Il utilisera souvent, du moins jusqu'à sa fuite, Hélène, dont les charmes ne le laissent pas vraiment insensible. Après l'épisode 40, il disparaît mystérieusement. Il revient dans l'épisode 43 pour affronter Spielvan une dernière fois et sera tué par Spielvan quand il utilisera l'énergie du vaisseau Grannaska.
- Yoki : Le diable Yoki a été créé par le dieu Warler, qui, las des échecs successifs de ses soldats, a matérialisé tout le mal présent sur la terre sous la forme de cet étrange homme à l'apparence fantômatique dans l'épisode 35. Il occupe une place aussi importante que l'empereur Guillotine au sein de l'empire, ce qui les met en concurrence. On constate son importance lorsque Ricky, s'étant opposée à lui et ayant fait échouer un de ses plans, pour protéger l'empereur dont la place est menacée, se fera tuer sans ménagement par le dieu Warler. Il fondera une secte, dévouée à son culte, hypnotisant un grand nombre de personnes. Mais son désir de pouvoir le conduira à trahir l'empire et il tentera de s'emparer du trône par la force. Il sera tué par la reine Pandora dans l'épisode 39.
- Pos : Petit rongeur doué de parole, il apparaît à Guillotine juste avant que celui-ci ne soit ramené dans le passé, et ne le quitte pas. Il passe son temps à se moquer des soldats de l'empire et de leurs échecs. Il est tué par le Dr. Ben dans le dernier épisode.

## Épisodes
| No | Titre français                                              | Titre japonais                         | Titre japonais                                                                                 | Date de 1re diffusion |
| No | Titre français                                              | Kanji                                  | Rōmaji                                                                                         | Date de 1re diffusion |
| -- | ----------------------------------------------------------- | -------------------------------------- | ---------------------------------------------------------------------------------------------- | --------------------- |
| 1  | L'invasion de la Terre par l'empire Warler a commencé       | ペアでドッキリ！コンビで結晶           | Pea de dokkiri! Konbi de kesshō                                                                | 7 avril 1986          |
| 2  | Au revoir maman                                             | グッバイ・ママ！二人はハイテクヒーロー | Gubbai mama! Futari wa haiteku hīrō (Au revoir maman ! Ces deux-là sont des héros hi-tech)     | 14 avril 1986         |
| 3  | Bonjour la Terre, Adam et Eve jouent dans la mer bleue      | ハロー・地球 青い海のアダムとイブ      | Harō chikyū aoi umi no Adamu to Ibu                                                            | 21 avril 1986         |
| 4  | [ note 1 ]                                                  | エンゼル？悪魔？少女仮面ヘルバイラ     | Enzeru? Akuma? Shōjo kamen Herubaira (Ange ? Démon ? Hellvira, la fille masquée)               | 28 avril 1986         |
| 5  | Un frère et une sœur au-delà d'une planète                  | 惑星よりも遠い…姉・そして弟            |                                                                                                | 5 mai 1986            |
| 6  | La mystérieuse créature de combat                           | 戦闘生物のふしぎ細胞                   |                                                                                                | 19 mai 1986           |
| 7  | L'île aux sirènes où même les Kimkrons se mettent à chanter | キンクロンも踊りだす人魚島             |                                                                                                | 26 mai 1986           |
| 8  | La colère de Diana, larmes et sourires                      | ダイアナの怒り・涙・ほほえみ           |                                                                                                | 2 juin 1986           |
| 9  | Est-ce Hélène ? Mais j'en aurai le cœur net                 | ヘレンが……?! おれの怒りは爆発寸前      |                                                                                                | 9 juin 1986           |
| 10 | Un magnifique robot                                         | ドッキリゴックン・ビジョジョロボット   |                                                                                                | 16 juin 1986          |
| 11 | Un drôle de robot tueur                                     | へんてこりんなロボットガンマン         |                                                                                                | 23 juin 1986          |
| 12 | L'effrayante maison de rêve                                 | 未来ハウスのかなしい子犬たち           |                                                                                                | 30 juin 1986          |
| 13 | Général Dezzero contre Docteur Bio                          | パパがんばれ！ちびっ子ママの目玉焼き   |                                                                                                | 7 juillet 1986        |
| 14 | Hofarian est un être pensant                                |                                        |                                                                                                | 14 juillet 1986       |
| 15 | Les dangers de la mer                                       |                                        |                                                                                                | 21 juillet 1986       |
| 16 | Le lac empoisonné                                           |                                        |                                                                                                | 28 juillet 1986       |
| 17 | Un rêve au-delà du réel                                     |                                        |                                                                                                | 4 août 1986           |
| 18 | La fleur magique                                            |                                        |                                                                                                | 11 août 1986          |
| 19 | La révolte des robots                                       |                                        |                                                                                                | 18 août 1986          |
| 20 | Un gouvernement d'androïdes sur la Terre                    |                                        |                                                                                                | 25 août 1986          |
| 21 | Duel au col du Mont Fujini                                  |                                        |                                                                                                | 1er septembre 1986    |
| 22 | Le rock de l'enfer                                          |                                        |                                                                                                | 8 septembre 1986      |
| 23 | La légende du dragon de la montagne sacrée                  |                                        |                                                                                                | 15 septembre 1986     |
| 24 | Guerre sans merci entre Spielvan et l'Empereur              |                                        |                                                                                                | 22 septembre 1986     |
| 25 | La nouvelle stratégie de l'Empereur                         |                                        |                                                                                                | 13 octobre 1986       |
| 26 | Le dédoublement d'Hélène                                    |                                        |                                                                                                | 20 octobre 1986       |
| 27 | Les survivants de la planète Paucos                         |                                        |                                                                                                | 27 octobre 1986       |
| 28 | Le centre prénatal infernal                                 |                                        |                                                                                                | 3 novembre 1986       |
| 29 | La bonne technique pour détruire Diana                      |                                        |                                                                                                | 17 novembre 1986      |
| 30 | Hélène est de retour                                        |                                        |                                                                                                | 24 novembre 1986      |
| 31 | L'affaire du tremblement de terre                           |                                        |                                                                                                | 1er décembre 1986     |
| 32 | La fleur maléfique                                          |                                        |                                                                                                | 7 décembre 1986       |
| 33 | Les motards de Satan                                        |                                        |                                                                                                | 15 décembre 1986      |
| 34 | Ne touchez pas à nos rêves                                  |                                        |                                                                                                | 22 décembre 1986      |
| 35 | Le miroir magique                                           |                                        |                                                                                                | 5 janvier 1987        |
| 36 | La nouvelle force des Warler                                |                                        |                                                                                                | 12 janvier 1987       |
| 37 | Un village en état de sublimation                           |                                        |                                                                                                | 19 janvier 1987       |
| 38 | Le robot aux deux cerveaux                                  |                                        |                                                                                                | 26 janvier 1987       |
| 39 | L'organisation secrète démasquée                            |                                        |                                                                                                | 2 février 1987        |
| 40 | Le sabre sacré                                              |                                        |                                                                                                | 9 février 1987        |
| 41 | Face à face mortel                                          |                                        |                                                                                                | 16 février 1987       |
| 42 | Angoisse sur la ville                                       |                                        |                                                                                                | 23 février 1987       |
| 43 | Le spectre maudit                                           |                                        |                                                                                                | 2 mars 1987           |
| 44 | Le retour sur Crin                                          | いま君は知る！クリン星の秘密           | Ima kimi wa shiru! Kurin hoshi no himitsu (Maintenant, tu sais ! Le secret de la planète Crin) | 9 mars 1987           |

## Distribution
- Hiroshi Watari (en) (VF : Christian Bénard) : Jô Yôsuke/Spielvan
- Makoto Sumikawa (VF : Malvina Germain) : Diana
- Naomi Morinaga (en) (VF : Corinne Richardon) : Hélène/Hellvira
- Ichirō Mizuki (VF : Jacques Feyel) : Docteur Ben
- Toshimichi Takahashi (en) (VF : Jacques Feyel) : Docteur Bio (voix)
- Machiko Soga (VF : Jocelyne Janssen) : Reine Pandora
- Mickey Curtis : Empereur Guillotine
- Shōzō Iizuka (VF : Pierre Danny) : Général Dezzero (voix)
- Michiko Nishiwaki : Rikki
- Chiemi Terado : Shadow
- Mako Yamashina : Gashia

## Autour de la série
- Certaines séquences furent recyclées dans la série américaine VR Troopers.
- Afin de surfer sur le succès rencontré par Jaspion au Brésil, la version brésilienne fut intitulée Jaspion 2[3].
- Le nom Spielvan est un hommage à Steven Spielberg.
- On peut facilement remarquer le budget serré de la série : pour chaque nouveau méchant important qui apparaît, c'en est un ou deux autres qui sont éliminés. Ainsi, lorsque l'empereur Guillotine arrive, Shadow et Gashia se font éliminer dans le même épisode. Puis quand Yoki apparaît, là encore c'est au tour de Ricky de se faire tuer toujours dans le même épisode.